# Crash Bandicoot 2: Cortex Strikes Back
Crash Bandicoot 2: Cortex Strikes Back é um videogame de plataforma de 1997 desenvolvido pela Naughty Dog e publicado pela Sony Computer Entertainment para o PlayStation. É uma sequência de Crash Bandicoot (1996) e faz parte da série Crash Bandicoot.
Tendo lugar num grupo fictício de ilhas perto da Austrália, Crash Bandicoot 2 segue as aventuras do bandicoot antropomórfico chamado Crash. Crash é sequestrado pelo vilão da série Doutor Neo Cortex, que o faz pensar que quer salvar o mundo. Crash é lançado em várias partes da Ilha N. Sanity para coletar cristais que permitirão ao Cortex conter o poder de um próximo alinhamento planetário e evitar que o planeta seja destruído. A irmã de Crash, Coco, e o ex-assistente de Cortex, Doutor Nitrus Brio, tentam avisá-lo sobre Cortex, com este último pedindo a Crash que reúna joias em vez de cristais.
Cortex Strikes Back recebeu críticas positivas dos críticos e é amplamente considerado superior ao seu antecessor. Muitos dos elogios foram para os gráficos, controles e música do jogo, enquanto as críticas se concentraram na jogabilidade de tentativa e erro, falta de variedade de níveis, níveis fáceis de chefes e falta de inovação como jogo de plataforma. O jogo se tornou um dos videogames PlayStation mais vendidos de todos os tempos e substituiu seu antecessor como o título ocidental mais vendido no Japão na época, vendendo mais de 800 000 cópias no país em abril de 1998. Uma versão remasterizada foi incluída na coleção Crash Bandicoot N. Sane Trilogy, lançada no PlayStation 4 em junho de 2017 e portada para outras plataformas em junho de 2018.

## Jogabilidade
Cortex Strikes Back é um jogo de plataforma em que o personagem do jogador é o titular Crash Bandicoot. O objetivo do jogo é reunir 25 cristais para o inimigo de Crash, Doutor Neo Cortex. Os cristais estão espalhados entre 25 níveis diferentes, acessíveis através de “Warp Rooms”, que são áreas centrais do jogo. Um nível é concluído coletando seu respectivo cristal e chegando ao final de seu caminho, o que leva Crash de volta à Warp Room. Cada Warp Room contém cinco níveis. Quando todos os cinco níveis forem concluídos, o jogador deve derrotar um chefe antes de obter acesso à próxima Warp Room. O jogador recebe uma certa quantidade de vidas, que são perdidas quando Crash é atacado por um inimigo, ou cai na água ou em um poço. Se o jogador ficar sem vidas, o jogo termina. No entanto, pode continuar selecionando "Sim" na caixa "Continuar?" tela.
Crash tem a habilidade de pular no ar e pousar sobre um personagem inimigo, girar como um tornado para tirar os inimigos da tela, deslizar pelo chão e executar um golpe corporal para quebrar certos objetos. Crash pode pular mais alto do que normalmente se pular imediatamente após um deslizamento. Todas essas técnicas podem ser usadas como medidas ofensivas contra a maioria dos inimigos, que servem para impedir o progresso de Crash. Inimigos com topsides mortais não podem ser saltados, enquanto os inimigos que atacam pela frente ou têm pontas laterais devem ser saltados ou sofrer um golpe corporal. Inimigos com decotes acentuados (como lagartos com babados no pescoço ou robôs de pernas longas com circunferências aquecidas na parte superior) só podem ser derrotados se Crash deslizar sobre eles.
As caixas desempenham um papel importante em Cortex Strikes Back e podem ser quebradas com todas as técnicas de Crash. A maioria das caixas do jogo contém "Fruta Wumpa", que dá ao jogador uma vida extra se 100 delas forem coletadas. Algumas caixas contêm a máscara Aku Aku, que protege Crash do ataque de um inimigo enquanto estiver em sua posse. Se três máscaras forem coletadas seguidas, Crash recebe invulnerabilidade temporária contra todos os perigos menores. Se você pular, as caixas com setas apontando para cima impulsionam Crash mais longe do que ele normalmente consegue alcançar, e essas caixas só podem ser quebradas com o ataque giratório de Crash. Caixas com um ponto de exclamação (!) fazem com que objetos anteriormente intangíveis na área se solidifiquem. As caixas TNT explodem após um fusível de três segundos quando saltadas, enquanto as caixas Nitro explodem após qualquer contato físico. Todas as Nitro Boxes em um nível podem ser detonadas de uma só vez se uma caixa verde com um ponto de exclamação (!) for tocada. As caixas de checkpoint permitem que Crash retorne ao ponto onde a primeira caixa de checkpoint foi aberta ao perder uma vida. Se mais de uma caixa de checkpoint tiver sido aberta em um estágio, o Crash retornará para a última caixa de checkpoint aberta. O jogador ganhará uma joia se conseguir destruir todas as caixas, incluindo Nitro Boxes e caixas em rotas alternativas, em um nível. Certas gemas podem ser adquiridas por outros meios, como chegar ao final de um nível dentro de um determinado parâmetro de tempo ou completar um nível sem quebrar nenhuma caixa.
"Bonus Paths", representados por plataformas com um ponto de interrogação, levam Crash a uma região secreta do nível. Nessas áreas, inúmeras frutas Wumpa e vidas extras podem ser coletadas se o jogador navegar com sucesso até o final do caminho. Se Crash cair fora da tela ou morrer de outra forma, o jogador perde tudo o que foi coletado no Bonus Paths e retorna ao nível a partir do qual o Bonus Paths foi acessado, mantendo todas as vidas que o jogador havia coletado anteriormente.

## Enredo
Crash Bandicoot faz com que o Doutor Neo Cortex caia de sua aeronave em uma caverna cheia de cristais brilhantes. Convencido de que eles possuem um poder tremendo, ele pega um e volta para seu laboratório. Um ano depois, Cortex e seu novo assistente, Dr. N. Gin, reconstroem um Cortex Vortex atualizado e movido a cristal no espaço sideral; N. Gin diz que eles precisam de mais 25 cristais para atingir a capacidade máxima do Vortex e não têm mais nenhum de seus operativos na Terra. Cortex então elabora um plano para manipular Crash para recuperar os cristais para ele.
Enquanto isso, a irmã mais nova de Crash, Coco, faz com que ele recupere uma bateria nova para seu laptop, ao que Crash parte pela floresta em busca da tal bateria, mas é sequestrado no processo, já que em certo ponto de sua caminhada(que é uma fase controlada pelo jogador caso este assista a abertura do jogo até o fim), ele é abduzido por Cortex. Encontrando-se em uma antiga Warp Room que tem acesso a vários lugares ao redor do mundo, Crash se comunica com Cortex através de sua projeção holográfica, na qual Cortex diz a Crash que descobriu que o próximo alinhamento dos planetas criará um fluxo solar capaz de proporções catastróficas e insta Crash a recuperar cristais de poder rosa através de cada uma das portas da Sala para ajudar Cortex a aproveitar a energia do cristal para dissipar o enorme poder liberado. Sem o conhecimento de Cortex, seu ex-assistente Dr. Nitrus Brio também aparece em forma de holograma e diz a Crash que, espalhadas pelo mundo, existem várias gemas(diamantes) claras e coloridas que servem como uma forma alternativa de energia que Brio está planejando usar contra Cortex. Porém, Brio também avisa Crash que usará suas forças para evitar que Crash colete mais cristais. Como tal, enquanto coleta cristais, Crash luta contra os aliados mutantes de Brio: o demente Ripper Roo, os Irmãos Komodo empunhando cimitarras e o faminto Tiny Tiger.
Enquanto isso, Coco usa seu conhecimento em tecnologia para invadir a comunicação do holograma do Cortex para aconselhar Crash a ter cuidado ao confiar no Cortex, que em certo ponto da históriia, descobre que Brio está agindo contra ele e tenta alertar Crash de que Brio é uma ameaça á busca deles por cristais. Cortex eventualmente diz a Crash para devolver os cristais que ele coletou para seu atual assistente, N. Gin, mas quando Crash destrói o traje mecha de N. Gin e o derrota, Cortex fica furioso. Depois de reunir todos os 25 cristais, Coco consegue manter uma conexão constante para revelar o plano final do Cortex; com a energia aproveitada do alinhamento planetário, Cortex irá alimentar o gigantesco Cortex Vortex construído em sua estação espacial e fazer lavagem cerebral em todos na Terra para servirem seu exército. Crash alcança Cortex no espaço sideral e o incapacita mais uma vez antes que os cristais possam ser usados, deixando-o à deriva pelo espaço sideral, mas deixa o Cortex Vortex intacto. No entanto, com a ajuda do Dr. Brio, Crash usa todas as joias(diamantes, também chamados de gemas) que reuniu na Warp Room e descobre que Brio construiu uma máquina de raio laser alimentada pela energia das gemas. Com a ajuda de Crash, o raio laser quebra o Cortex Vortex, com uma das peças caindo de volta na Terra.

## Desenvolvimento
A produção de Cortex Strikes Back começou em outubro de 1996. O desenvolvimento ocorreu ao longo de 13 meses com um orçamento de 2 milhões de dólares. A arte conceitual dos ambientes do jogo foi criada principalmente pelos funcionários da Naughty Dog, Bob Rafei, Eric Iwasaki, Erick Pangilinan, Charlotte Francis e Jason Rubin. Os níveis da selva deveriam originalmente apresentar neblina terrestre, mas isso foi abandonado quando as revistas e o público começaram a criticar outros desenvolvedores por usarem a neblina para ocultar a contagem de polígonos. A acentuação da luz solar e da profundidade foi experimentada para esses níveis. A Naughty Dog criou os níveis de esgoto como uma forma de trabalhar alguns locais "sujos" do jogo. O contraste de cores foi adicionado aos níveis para mostrar profundidade e quebrar a monotonia dos canos de esgoto. A personagem Coco Bandicoot foi criada pela Naughty Dog como um contrapeso a Tawna (namorada de Crash no primeiro jogo) que apaziguaria a Sony Computer Entertainment Japan, que se sentia desconfortável com um personagem "super sexy" ao lado de Crash. O designer de personagens Charles Zembillas desenhou os primeiros esboços de Coco em 18 de março de 1997.
Para o jogo, o co-criador do Crash Bandicoot, Andy Gavin, programou um novo motor chamado "Game-Oriented Object LISP 2" (GOOL 2); sendo três vezes mais rápido que o motor do jogo anterior, ele poderia lidar com dez vezes mais quadros de animação e duas vezes a contagem de polígonos. Um z-buffer plano foi criado para o jogo; como as superfícies da água e a lama na selva tinham que ser planas e exatamente planas no eixo Y, não poderia haver ondas e o plano subdividido não poderia estar em um ângulo estranho. O efeito só funcionou em objetos em primeiro plano e só foi usado em Crash, alguns inimigos e algumas caixas ao mesmo tempo.
A trilha sonora de Cortex Strikes Back foi escrita por Josh Mancell do Mutato Muzika, enquanto os efeitos sonoros foram criados pela Universal Sound Studios (composta por Mike Gollom, Ron Horwitz e Kevin Spears). Os personagens foram desenhados por Charles Zembillas da American Exitus, Incorporated. Clancy Brown fez a voz do Doutor Neo Cortex, Vicki Winters fez a voz de Coco Bandicoot e Brendan O'Brien fez a voz de Crash Bandicoot, Doutor N. Gin e Doutor Nitrus Brio. O jogo foi revelado na Electronic Entertainment Expo em Atlanta, Geórgia, em junho de 1997 com uma resposta positiva da indústria de jogos.
O jogo entrou na fase alfa em agosto de 1997. Naquela época, Dan Arey, o designer-chefe de Gex: Enter the Gecko, juntou-se à Naughty Dog e simplificou o design dos níveis. Um sistema de "Ajuste Dinâmico de Dificuldade" foi adicionado, que ajustaria elementos do jogo em resposta à atividade do jogador para equilibrar a dificuldade. A IGDA considera o processo de teste de Crash Bandicoot 2 o momento em que o campo de pesquisa de usuários de jogos "amadureceu". O jogo foi lançado na América do Norte em 6 de novembro de 1997.
Uma animação de morte em que Crash é esmagado com a cabeça e os pés atordoados foi alterada para a versão japonesa do jogo devido à sua semelhança com a cabeça decepada e os sapatos deixados por um assassino em série solto no Japão na época.

## Recepção
Crash Bandicoot 2: Cortex Strikes Back foi lançado com aclamação da crítica. Major Mike da GamePro disse que embora a mecânica de jogo fundamental fosse a mesma do primeiro título, "seus aprimoramentos gráficos e movimentos adicionais o catapultaram para o topo da pilha de ação/plataforma do PlayStation". Ele deu 4,5 de 5 em fator de controle e diversão, e 5,0 perfeito em gráficos e som. John Broady da GameSpot considerou o jogo superior ao seu antecessor, comentando positivamente sobre o conceito Warp Room, sistema de salvamento de jogo aprimorado e variedade de níveis. Dos quatro revisores da equipe de análise da Electronic Gaming Monthly, Shawn Smith e Kraig Kujawa aclamaram-no como uma excelente sequência, citando seus gráficos avançados e seu grande desafio, enquanto Dan Hsu e Kelly Rickards disseram que é um jogo excelente, mas excessivamente semelhante ao original.  A equipe do IGN elogiou o controle "local" e notou a diminuição da linearidade do jogo e o aumento da intuição dos níveis de bônus em comparação com o primeiro jogo. Mark Cooke da Game Revolution descreveu o jogo como "inegavelmente divertido". Next Generation afirmou que " Crash 2 é uma jogabilidade tentadora, que às vezes frustra, mas sempre recompensa um trabalho bem executado - e essa é uma combinação viciante para qualquer jogador sério de plataforma. Recomendado."
Os gráficos do jogo foram recebidos positivamente. O Major Mike considerou os gráficos "um salto quântico" em relação ao seu antecessor e citou as animações detalhadas e os efeitos de nível do Crash, como superfícies de gelo reflexivas, como destaques. Broady da GameSpot os descreveu como "uma categoria à parte entre os jogos de PlayStation", enquanto a equipe do IGN elogiou os gráficos de alta resolução como "lindos". Shawn Smith, da Electronic Gaming Monthly, elogiou o colorido, a falta de separação, animação, reflexos e efeitos de iluminação, bem como a transformação da textura quando Crash escava.  Mark Cooke, da Game Revolution, observou a ausência de cenas provocadas pelo fato de todo o jogo ser "renderizado lindamente em tempo real" e que o jogo poderia "realmente estabelecer alguns novos padrões na qualidade gráfica do Playstation". Ele passou a descrever a animação como "impecável" e de "qualidade de desenho animado" e acrescentou que as "criaturas, ambientes e cenas de construção de histórias do jogo são absolutamente perfeitas". O áudio do jogo também foi bem recebido; Broady simplesmente afirmou que a música "não poderia ser melhor", enquanto Cooke disse que a atuação "hilária e satírica" de Clancy Brown como Doutor Neo Cortex aumentou a qualidade de desenho animado do jogo. Major Mike também elogiou o desempenho de Brown e comentou que a música, que ele considerou "perfeita para cada palco", "soa como um cruzamento entre a trilha sonora de Pulp Fiction e The B-52s".
Críticas menores variaram entre os críticos. Broady observou que a configuração semi-3D é "às vezes difícil de navegar" e elaborou que "você perderá saltos porque não será capaz de avaliar as distâncias corretamente". Além disso, ele criticou o aspecto de tentativa e erro da jogabilidade como "simplesmente barato" e afirmou que "em algumas áreas você deve sacrificar muitas vidas até memorizar o layout de um nível." Smith e Rickards disseram que embora o controle funcione bem com o controle analógico, ele fica um pouco frouxo com o gamepad digital, que ainda era o padrão para o PlayStation.  Contrariamente, o Major Mike afirmou que o teclado digital “funciona tão bem, se não melhor”. A equipe do IGN disse que o design dos níveis "não é tão variado quanto poderia ser" e acrescentou que os ambientes "selva, neve e água" são reciclados do jogo anterior e reutilizados várias vezes em Cortex Strikes Back . Eles também descreveram os níveis dos chefes como "insultuosos e fáceis". O Major Mike comentou da mesma forma: "Embora [os chefes] pareçam incríveis, eles têm padrões fáceis de reconhecer e não apresentam nenhum desafio." Cooke observou que, assim como seu antecessor, o jogo não acrescentou nada ao gênero e resumiu que "o primeiro Crash era assustadoramente semelhante aos jogos de plataforma de 16 bits de antigamente, apenas com gráficos melhores, e Crash 2 não se desvia muito desta fórmula". Ele também descreveu a "bizarra" arte da capa lenticular em 3D do jogo como "desnecessária e maligna" e "um dispositivo de agonia sem precedentes", alegando ter contraído uma enorme dor de cabeça depois de "olhar para ele em [seu] carro por cerca de 15 segundos ".
Crash Bandicoot 2 foi nomeado para "Jogo de Console do Ano" e "Jogo de Ação para Console do Ano" no 1° Interactive Achievement Awards.
Crash Bandicoot 2 foi um sucesso comercial. No final de fevereiro de 1998, as suas vendas atingiram 1 milhão de unidades nos Estados Unidos, 800 000 unidades no Japão e 340 000 unidades na Europa. Em fevereiro de 1999, 4,08 milhões de cópias de Crash Bandicoot foram enviadas para varejistas em todo o mundo; o Grupo NPD relatou vendas por distribuidores de 1,49 milhões de cópias somente na América do Norte. Em dezembro de 2007, Cortex Contra-Ataca havia vendido 3,78 milhões de unidades nos Estados Unidos e 1,3 milhões no Japão. Isso o torna um dos videogames PlayStation mais vendidos de todos os tempos. O sucesso do jogo resultou em seu relançamento para a linha Sony Greatest Hits em 30 de agosto de 1998, e para a faixa Platinum em 1999. O jogo substituiu Crash Bandicoot como o título não japonês mais vendido no Japão, vendendo mais de 800 000 cópias em abril de 1998. Cortex Strikes Back foi inicialmente lançado na PlayStation Network europeia em 26 de julho de 2007, mas foi retirado em 7 de agosto de 2007, junto com Spyro 2: Gateway to Glimmer e MediEvil, como medida de precaução quando os dois últimos jogos tiveram problemas técnicos. O jogo foi lançado na PlayStation Network norte-americana em 10 de janeiro de 2008 e relançado na PlayStation Network europeia em 2 de fevereiro de 2011.